# Mulan Joins the Army (1928)
Mulan Joins the Army (chinês tradicional: 木蘭從軍, pinyin: Mulan Congjun) é um filme de 1928 dirigido por Hou Yao para China Sun Motion Picture Company. China Sun investiu 30,000 yuan para enviar uma equipe de 20 pessoas ao Norte da China e usou quatro mil soldados durante a produção. Infelizmente para China Sun, o filme foi derrotado pelo lançamento em 1927 de Hua Mulan Joins the Army (Hua Mulan Congjun) do competidor Tianyi Film Company, dirigido por Li Pingqian e estrelado por Hu Shan, a irmã mais nova da então famosa Hu Die.
É acreditado que este filme esteja perdido.

## Elenco

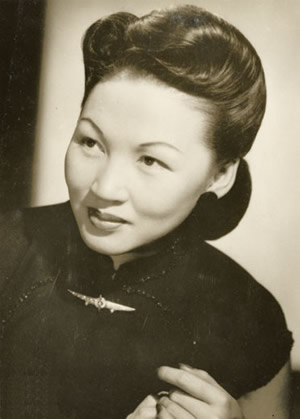
Li Dandan

- Li Dandan como Hua Mulan
- Liang Menghen (梁夢痕)
- Lim Cho Cho (林楚楚)